# Julia Rebekka Adler
Rebekka Adler (Heidelberg, Alemanha, 1978) (sobrenome de solteira: Mai), é uma violista alemã. Entre outros, recebeu o primeiro prêmio das universidades de música da Alemanha Felix-Mendelssohn-Bartholdy em 2002.